# 보 댈러스
보 로턴다(Bo Rotunda, 1990년 5월 25일 ~ )는 본명은 테일러 마이클 로턴다(Taylor Michael Rotunda)다. 현재 링네임은 보 댈러스(Bo Dallas)라는 링네임으로 잘 알려진 미국의 남자 프로레슬링 선수다. 브레이 와이어트/윈덤 로턴다의 친동생이다. 피니쉬는 벨리 투 벨리 수플렉스, 보 독(스프링보드 불독), 더블 언더훅 디디티, 롤링 더 다이스 (스윙 리버스 넥브레이커), 로프-헝 위플래쉬 넥브레이커, 스피어로 사용을 한다. 물론 형도 방출 형인 브레이 와이어트/원덤 로턴다가 2023년 8월 24일에 갑작스럽게 사망하였는데 복귀가 불투명해질지 형 윈덤의 기믹을 계승할 지 알 수 없게 되었다가 2024년 6월 17일 WWE Raw에서 등장을 한다. WWE 링네임이 엉클 하우디(Uncle Howdy)라고 한다. 그리고 브레이 와이어트(Bray Wyatt)의 동생이자 엉클 와이어트(Uncle Wyatt)라는 기믹이라는 등장을 한다. 그러다가 시스터 아비게일(스윙 리버스 에스티오), 맨디블 클로우로 사용을 하게 된다.

## Professional wrestling highlights
- Finishing moves
  - Belly to belly suplex - 2013-2014
  - Bo-Dog (Springboard bulldog) - 2014-2016
  - Double underhook DDT - 2014-2021
  - Mandible claw - 2024-present
  - Rolling The Dice (Swinging reverse neckbreaker) - 2016-2021
  - Rope-hung whiplash neckbreaker - 2015-2016, 2017-2021
  - Sister Abigail (Swinging reverse STO) - 2024-present
  - Spear - 2012-2013
- Signature moves
  - Body avalanche
  - Diving double axe handle
  - Diving headbutt drop
  - Inverted spinebuster
  - Jumping body slam
  - Mutltple DDT variations
    - Jumping
    - Inverted
    - Snap

  - Mutltple back elbow smash variations
    - Mutltple short-arm
    - Running
    - Spinning

  - Mutltple kick variations
    - Enzuigiri
    - Drop
    - Running big boot

  - Mutltple knee lift
  - Mutltple lariat variations
    - Corner
    - Running
    - Short-arm

  - Running crossbody
  - Samoan drop
- Tag teams and stables
  - The B-Team
  - The Miztourage
  - Rotunda brother
  - The Social Outcasts
- Nicknames
  - "Bo Washington"
  - "he New World's Strongest Man"
  - "Inspirational"
  - "Bo Rida"
- Entrance themes
  - "Texas Special" by Thomas Blug & Mark Scholz (WWE NXT; 2012-2013)
  - "Anything" by Jim Johnston (WWE NXT; 2013-2014)
  - "Shoot for the Stars" by CFO$ (WWE; 2014-2021)
  - "Outcast" by CFO$ (WWE; January 11, 2016; used while a part of Social Outcasts)
  - "I Came to Play" by Downstait (WWE; 2017-2018; used while a part of The Miztourage)
  - "Battlescars" by CFO$ (WWE; 2018; uses while teaming with Curtis Axel)
  - "Go, Go, Go" by CFO$ (WWE; 2018-2021; uses while teaming with B-Team)
  - "Feared" by Def Rebel (WWE; 2022-2023)
  - "Shatter" by Code Orange (WWE; 2024-present; used in tandem with The Wyatt Sicks)

## 경력
처음에는 WWE 로얄럼블 2013에서 등장했고 웨이드 배럿과 대립하다가 NXT로 다시 강등되어 악역으로 활약했으며, 2014년 5월 20일 WWE 스맥다운에서 재등장했다. 그러나 현재는 여전히 인기가 없다. 그리고 소셜 아웃캐스트라는 팀으로 활동했지만 거기서도 인기를 못받았고 결국 소셜 아웃캐스트는 해체되었다. 현재 WWE 메인이벤트에서 꾸준히 활동하고 있다가 2017년 6월 19일 WWE 러에서 갑자기 더 미즈의 부하로 곰인형 얼굴 벗는 순간 끝내 따르게 된다. 그러다가 2017년 8월 7일 WWE Raw에서 브록 레스너한테 저먼 + F-5를 당하고 만다.(미즈, 커티스도 저먼 + F-5로 당하고 만다.)2017년 11월 20일 WWE Raw에서 미즈가 영화를 촬영을 한다고 타이틀을 2017년 12월 25일 WWE Raw에서 커티스 액슬이랑 같이 브라운 스트로우먼 대결로 끝내 2vs1 핸디캡 매치중에서는 아예 지고만다. 2018년 1월 1일 이번엔 커티스, 엘리아스이랑 같이 3vs3 태그팀 매치에서 이번엔 상대 클럽(루크 갈로스, 칼 앤더슨), 핀 베일러라는 상대를 했지만 3분 27초만에 지고 만다. 그리고 WWE 익스트림 룰즈 2018에서 매트 하디 & 브레이 와이어트를 꺾으면서 생애 첫 WWE Raw 월드 태그팀웨이트 챔피언벨트를 얻게 된다!! 등장한지 4년만에 일이다!! 그리고 2018년 7월 30일 WWE Raw에서 더 리바이벌이 태그팀 도전을 한다고 2018년 7월 ~ 8월까지 더 리바이벌이라는 대립을 하고 있다가 그리고 WWE 썸머슬램 2018에서 액슬과 함께 타이틀을 방어를 한다. 그리고 2018년 9월 3일 WWE Raw에서는 아예 타이틀을 잃게 된다. 그리고 잠시 WWE 서바이버 시리즈 2018에서 5vs5 제거매치 팀 Raw에서 참가를 했지만 결국은 지고 만다. 그러나 WWE 스타케이드 2018에서 이번에는 액슬과 함께 상대 리바이벌이라는 이기게 된다. WWE 레슬매니아 35에서 배틀로얄 참가를 했지만 실패를 거둔다. 2019년 4월 30일 WWE 스맥다운에서 커티스 액슬과 같이 이적한다. 2019년 5월 21일 WWE 스맥다운에서 이번에는 알 트루스라는 WWE 월드 24/7웨이트 챔피언을 서로 갖겠다고 싸우다가 결국은 끝내 놓치는 사연이 공개 된다. 2019년 9월 3일 WWE 스맥다운에서 WWE 월드 24/7웨이트 챔피언을 휙득하다가 결국은 드레이크 매버릭한테 빼앗기고 만다. 2020년 4월 16일 코로나 19로 인한 구조조정으로 인해 선수, 심판, 임직원들의 일부가 WWE에서 방출되었으나 별다른 문제없이 파트너와 함께 선수로 남게 되었지만 커티스 액슬의 방출로 인해 싱글이 되었다. 2021년 4월 14일 WWE에서 방출 당하게 된다.

## 신체 사항
- 키는 186cm(6 ft 1 in)
- 몸무게는 111kg(244 lb)

## 수상
- FCW 월드 플로리다 헤비웨이트 챔피언 (3회)
- FCW 월드 플로리다 태그팀웨이트 챔피언 (2회) - 허스키 해리스
- 랭크드 넘버 73 오프 더 탑 500 싱글즈 레슬러 인 더 PWI 500 인 2014
- WWE 월드 Raw 태그팀웨이트 챔피언 (신 버전) (1회) - 커티스 액슬
- WWE 월드 24/7웨이트 챔피언 (1회)
- WWE 월드 NXT 해비웨이트 챔피언 (1회)